# Ampliación Palenque
Ampliación Palenque är en ort i Mexiko.   Den ligger i kommunen Palenque och delstaten Chiapas, i den sydöstra delen av landet, 800 km öster om huvudstaden Mexico City. Ampliación Palenque ligger 73 meter över havet och antalet invånare är 101.
Terrängen runt Ampliación Palenque är huvudsakligen platt. Ampliación Palenque ligger uppe på en höjd. Runt Ampliación Palenque är det ganska glesbefolkat, med 34 invånare per kvadratkilometer. Närmaste större samhälle är Palenque, 6,9 km sydväst om Ampliación Palenque. Omgivningarna runt Ampliación Palenque är en mosaik av jordbruksmark och naturlig växtlighet.